# Skradzione słońce (film 1944)
Skradzione słońce (ros. Краденое солнце) – radziecki czarno-biały krótkometrażowy film animowany z 1944 roku w reżyserii Iwana Iwanow-Wano powstały na podstawie bajki Kornela Czukowskiego o tej samej nazwie.

## Animatorzy
Faina Jepifanowa, Roman Dawydow, Grigorij Kozłow, Tatjana Fiodorowa, Lew Pozdniejew.